# Кесеровина
Кесеровина је насеље у Србији у општини Ужице у Златиборском округу. Према попису из 2022. било је 345 становника.

## Демографија
У насељу Кесеровина живи 494 пунолетна становника, а просечна старост становништва износи 44,5 година (42,4 код мушкараца и 46,7 код жена). У насељу има 187 домаћинстава, а просечан број чланова по домаћинству је 3,15.
Ово насеље је у потпуности насељено Србима (према попису из 2002. године), а у последња три пописа, примећен је пад у броју становника.
|  |

| Демографија | Демографија | Демографија |
| Година      | Становника  | Становника  |
| ----------- | ----------- | ----------- |
| 1948.       | 1.046       |             |
| 1953.       | 1.112       |             |
| 1961.       | 1.078       |             |
| 1971.       | 1.032       |             |
| 1981.       | 889         |             |
| 1991.       | 749         | 733         |
| 2002.       | 589         | 610         |

| Етнички састав према попису из 2002.‍ | Етнички састав према попису из 2002.‍ | Етнички састав према попису из 2002.‍ | Етнички састав према попису из 2002.‍ | Етнички састав према попису из 2002.‍ |
| ------------------------------------ | ------------------------------------ | ------------------------------------ | ------------------------------------ | ------------------------------------ |
|                                      |                                      |                                      |                                      |                                      |
| Срби                                 | Срби                                 |                                      | 589                                  | 100,0%                               |
| непознато                            | непознато                            |                                      | 0                                    | 0,0%                                 |

| Година пописа     | 1948. | 1953. | 1961. | 1971. | 1981. | 1991. | 2002. |
| ----------------- | ----- | ----- | ----- | ----- | ----- | ----- | ----- |
| Број домаћинстава | 165   | 184   | 195   | 222   | 221   | 224   | 187   |

| Број чланова      | 1  | 2  | 3  | 4  | 5  | 6  | 7 | 8 | 9 | 10 и више | Просек |
| ----------------- | -- | -- | -- | -- | -- | -- | - | - | - | --------- | ------ |
| Број домаћинстава | 44 | 46 | 28 | 18 | 22 | 19 | 8 | 1 | 1 | 0         | 3,15   |

| Пол    | Укупно | Неожењен/Неудата | Ожењен/Удата | Удовац/Удовица | Разведен/Разведена | Непознато |
| ------ | ------ | ---------------- | ------------ | -------------- | ------------------ | --------- |
| Мушки  | 258    | 64               | 164          | 25             | 5                  | 0         |
| Женски | 247    | 21               | 165          | 59             | 2                  | 0         |
| УКУПНО | 505    | 85               | 329          | 84             | 7                  | 0         |

| Пол    | Укупно                    | Пољопривреда, лов и шумарство | Рибарство                            | Вађење руде и камена | Прерађивачка индустрија       |
| ------ | ------------------------- | ----------------------------- | ------------------------------------ | -------------------- | ----------------------------- |
| Мушки  | 172                       | 71                            | 0                                    | 0                    | 34                            |
| Женски | 131                       | 104                           | 0                                    | 0                    | 11                            |
| УКУПНО | 303                       | 175                           | 0                                    | 0                    | 45                            |
| Пол    | Производња и снабдевање   | Грађевинарство                | Трговина                             | Хотели и ресторани   | Саобраћај, складиштење и везе |
| Мушки  | 6                         | 15                            | 15                                   | 8                    | 13                            |
| Женски | 0                         | 0                             | 5                                    | 0                    | 0                             |
| УКУПНО | 6                         | 15                            | 20                                   | 8                    | 13                            |
| Пол    | Финансијско посредовање   | Некретнине                    | Државна управа и одбрана             | Образовање           | Здравствени и социјални рад   |
| Мушки  | 0                         | 0                             | 6                                    | 1                    | 2                             |
| Женски | 1                         | 0                             | 0                                    | 2                    | 8                             |
| УКУПНО | 1                         | 0                             | 6                                    | 3                    | 10                            |
| Пол    | Остале услужне активности | Приватна домаћинства          | Екстериторијалне организације и тела | Непознато            | Непознато                     |
| Мушки  | 0                         | 0                             | 0                                    | 1                    | 1                             |
| Женски | 0                         | 0                             | 0                                    | 0                    | 0                             |
| УКУПНО | 0                         | 0                             | 0                                    | 1                    | 1                             |